# Давыдов, Сергей Игоревич
Сергей Игоревич Давыдов (род. 15 июня 1992 года, Тольятти) — российский драматург, сценарист, прозаик.

## Биография
Родился 15 июня 1992 года в Тольятти в семье русских беженцев из Таджикистана.
В 2014 году окончил Самарский государственный аэрокосмический университет. В 2022 году окончил магистратуру Высшей школы экономики.
В 2012 году дебютная пьеса Давыдова «Льва Толстого, 49» вошла в шорт-лист Международного конкурса драматургов «Евразия». В 2014 году впервые принял участие в фестивале молодой драматургии «Любимовка».
В последующие годы Сергей Давыдов становился финалистом и лауреатом крупнейших конкурсов и фестивалей драматургии, среди которых: фестиваль «За! Текст kids» (Екатеринбург), международный Форум молодых писателей России, стран СНГ и зарубежья, лаборатория Российского академического молодёжного театра «В поисках новой пьесы», конкурс «Ремарка», «Действующие лица» театра «Школа современной пьесы» и др.
В 2016 году совместно с Андреем Стадниковым работал над проектом «Транссиб» мастерской Дмитрия Брусникина школы-студии МХАТ. В 2017 году пьеса «Коля против всех» вошла в финал премии «Кульминация». В том же году по заказу ГЦСИ написал пьесу «Братья», спектакль по которой стал первым документальным спектаклем на Северном Кавказе. В 2018 году совместно с режиссёром Талгатом Баталовым создал спектакль «#ПРОКАЛУГУ», вызвавший широкий общественный резонанс и критику со стороны власти.
В 2019 году издан сборник пьес Давыдова «Полный юнайтед: семь пьес о юности». В том же году спектакль Давыдова «Тверь-Тверь» вошел в офф-программу национальной премии «Золотая маска».
В 2020 стал лауреатом премии «Кульминация. Пьеса года» за пьесу «Республика».
В 2021 году пьеса «Республика» была отмечена экспертным советом «Золотой Маски» как одно из главных театральных событий сезона. В том же году спектакль «Мещане» в постановке Елизаветы Бондарь вошел в лонг-лист премии, а спектакль «Где мой дом» в постановке Камы Гинкаса стал участником программы фестиваля.
В 2023 году в издательстве Freedom letters вышел роман Давыдова «Спрингфилд». В том же году вышел сборник «Пять пьес о свободе».
Пьесы Давыдова были представлены на сценах Москвы, Санкт-Петербурга, Лондона, Сан-Франциско, Тбилиси, Белграда, Берлина и других городов.
Живет в Германии.

## Постановки
- 2024 — «The Border», реж. Ray Hanna, Hollywood fringe festival, Лос-Анджелес[38]
- 2023 — «Let's play», реж. Тим Ткачов, пространство Jazz Union, Тбилиси
- 2023 — «The Border», реж. Anatolii Stepaniuk, Pushkin House (в рамках медждународного проекта 365: Rehearsed Reading of Three Anti-War Plays), Лондон, Сан-Франциско, Тбилиси, Белград, Берлин[39]
- 2022 — «Роналду никогда не догонит мою бабушку», реж. Никита Бетехтин, Электротеатр Станиславский[40]
- 2021 — «Где мой дом», реж. Кама Гинкас, Московский театр юного зрителя, спектакль по пьесе «Республика»[41]
- 2020 — «Республика», реж. Александр Вартанов, Storytel
- 2020 — «Коля против всех», реж. Леонтий Бородулин, Самарский молодежный драматический театр
- 2020 — «Мещане», адаптация текста Максима Горького, реж. Елизавета Бондарь, Санкт-Петербургский ТЮЗ имени А.А. Брянцева[42]
- 2020 — «Порнооптимисты», мультимедийный спектакль, реж. А. Зверев, фестиваль «Точка доступа»[43]
- 2019 — «Коля против всех», реж. Ю. Лайкова, Центр драматургии и режиссуры, Москва[44]
- 2019 — «Тверь — Тверь», реж. Е. Бондарь, Тверской театр юного зрителя[45][46]
- 2019 — «Экземпляры», реж. К. Грачков, спектакль в рамках акции «Библионочь» в Самарской областной научной библиотеке[47]
- 2018 — «#прокалугу», реж. Т. Баталов, Инновационный культурный центр, г. Калуга[48]
- 2018 — «Коля против всех», реж. А. Зверев, Хабаровский театр юного зрителя[49][50]
- 2018 — «Коля против всех», реж. А. Бондарь, театр «Аффект», г. Саратов[51][52]
- 2018 — «И вы поклоняетесь этому идолу», проект образовательного портала «Полка» к юбилею Льва Толстого, реж. А. Кудряшов, прод. Юрий Сапрыкин, InLiberty, г Москва[53][54]
- 2018 — «Прислоняться», реж. Н. Славич, иммерсивный спектакль в самарском метрополитене[3][55]
- 2017 — «Фрейд», реж. А. Цой, театр Школа современной пьесы, г. Москва[56][57]
- 2017 — «Год змеи», реж. О. Толоченко, Тольяттинский молодёжный драматический театр[58]
- 2017 — «Кульминация», реж. Д. Брусникин, мастерская Дмитрия Брусникина, школа-студия МХАТ[59]Сергей Давыдов в Гоголь-Центре, 2018

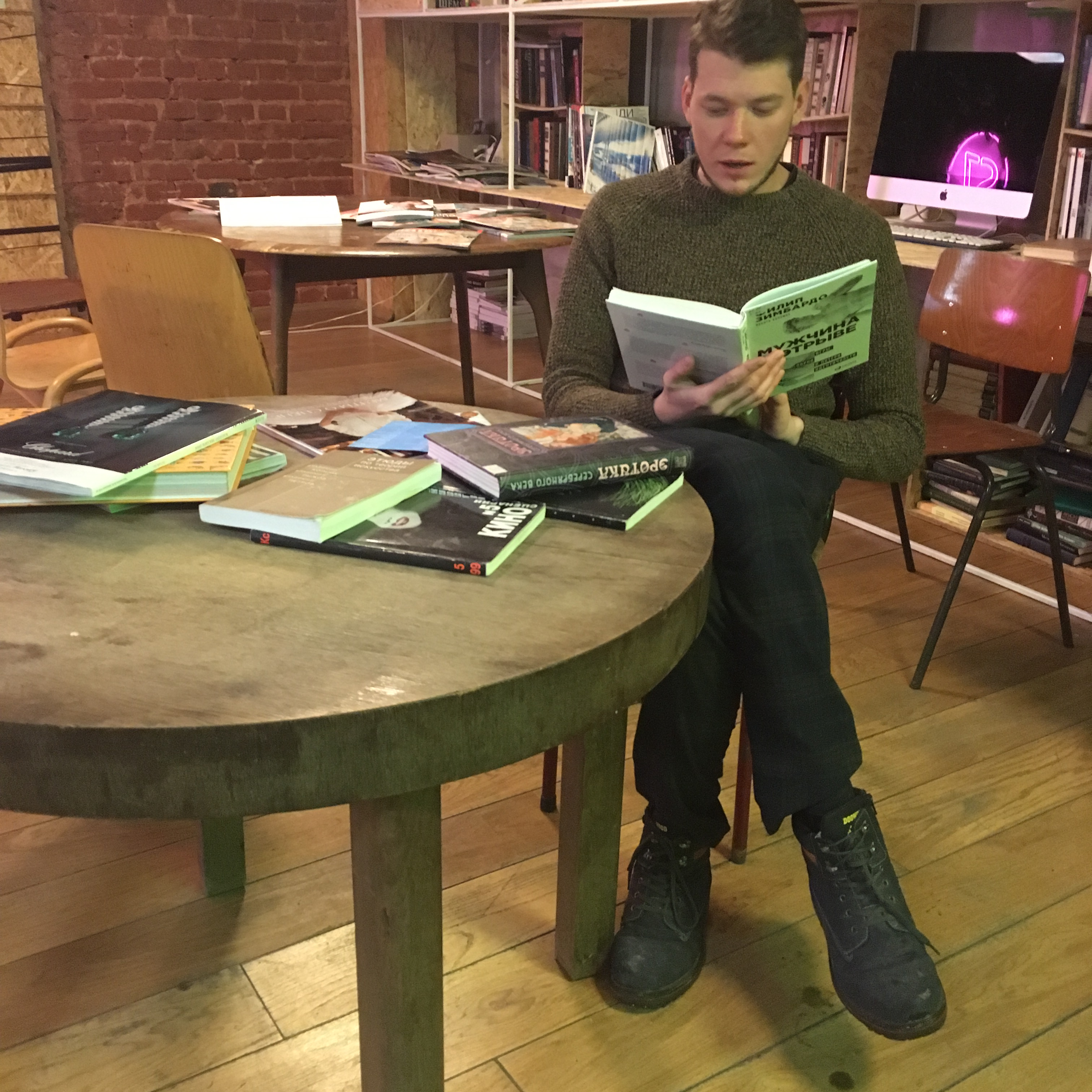
Сергей Давыдов в Гоголь-Центре, 2018

- 2017 — «Братья», реж. Н. Бетехтин, Государственный центр современного искусства, г. Москва[60]
- 2016 — «Love Nsk», реж. Е. Политова, документальный проект с подростками города Новокуйбышевск[61]
- 2016 — «Транссиб», реж. Д. Брусникин, Ю. Квятковский, С. Щедрин, мастерская Дмитрия Брусникина, Школа-студия МХАТ[62]
- 2016 — «Неявные воздействия», реж. В. Лисовский, Театр.doc, г. Москва[63]

## Книги
- «Полный юнайтед: семь пьес о юности». — Т.: Литературное агентство В. Смирнова, 2019. — 200 с. ISBN 978-5-98147-137-7[64]
- «Спрингфилд». — Freedom letters, 2023. — 132 с. ISBN 978-0-9938202-3-6[65]. Финалист шорт-листа 2025 премии «Дар».
- «Пять пьес о свободе». — Freedom letters, 2023. — 212 с. ISBN 978-1-998084-21-0
- «Пять пьес о войне». — Freedom letters, 2024. — 204 с. (составитель и автор предисловия) ISBN 9781-998265343[66]

## Фильмография
- 2025 — «I have to run», реж. Олег Христолюбский (Германия, приз фестивалей Lovers в Турине и Sehsüchte в Потсдаме)[67]

## Оценка творчества
Два самых важных текста сезона написаны на постколониальную тему. <...>«Республика» Сергея Давыдова написана ритмизованным дробным языком. Она встраивается в дискуссию о 1990-х и вспоминает об изрядно забытой теме — локальных конфликтах разваливающегося Советского Союза. Здесь о своем опыте рассказывают русские жители Таджикистана, оказавшиеся в центре гражданской войны, сделавшей их беженцами. Сдержанное повествование позволяет поговорить о многом: о том, как чувствует себя осколок империи на ее отпадающих окраинах в эпоху деколонизации, как страшно возмездие за колонизацию, как невинный человек становится жертвой исторических катаклизмов. Распад огромной страны здесь кажется неизбежностью, но это совсем не значит, что невозможно включить механизм ностальгии по одному из Вавилонов советской цивилизации — многонациональному Душанбе. Тем более из сегодняшней России 2010-х, где в самом деле «все так и остались чужие». Крушение Советского Союза — повтор разрушения Вавилонской башни. Архаичный миф никуда не исчезает, а всякий раз процветает в современности, давая нам ощущение как горечи поражения, так и понимания, что счастье было так возможно.

Павел Руднев, театральный критик. Colta